# Joško Gvardiol
Joško Gvardiol (Zagreb, 23 januari 2002) is een Kroatisch voetballer die bij doorgaans als centrale verdediger speelt. Hij verruilde RB Leipzig in juli 2023 voor Manchester City. Gvardiol debuteerde in 2021 in het Kroatisch voetbalelftal.

## Clubcarrière

### Dinamo Zagreb
Gvardiol doorliep de jeugd van Dinamo Zagreb. Op 18 oktober 2019 maakte hij zijn competitiedebuut tegen ND Gorica. Op 2 november was hij tegen Inter Zaprešić goed voor zijn eerste doelpunt in het betaalde voetbal. Na twaalf wedstrijden in zijn eerste jaar, was hij in zijn tweede seizoen basisspeler, afwisselend als centrale verdediger en linksback. Hij maakte op 22 oktober 2020 tegen Feyenoord zijn debuut in de Europa League, waarin zijn ploeg de kwartfinale haalde. Hij werd dat jaar net als vorig seizoen kampioen van Kroatië. Op 19 mei 2021 won hij de bekerfinale met 6-3 van NK Istra, Gvardiol speelde als linksback de volle negentig minuten.

### RB Leipzig
Op 28 september 2020 tekende de verdediger een vijfjarig contract bij RB Leipzig, dat 18,8 miljoen euro betaalde voor zijn diensten. Gvardiol bleef nog wel tot juni 2021 bij Dinamo Zagreb. Na zijn terugkomst van het EK sloot hij aan bij zijn nieuwe club uit Leipzig. Hij maakte op 20 augustus als basisspeler tegen VfB Stuttgart zijn debuut voor de club en won met 4-0. Op 11 december scoorde hij tegen Borussia Mönchengladbach (4-1 winst) zijn eerste doelpunt bij Leipzig.
Gvardiol groeide bij RB Leipzig uit tot basisspeler. Op het moment dat hij bij de club aansloot, was Bayern München net negen jaar op rij Duits landskampioen geworden. Gvardiol en zijn ploeggenoten konden ook in 2021/22 en 2022/23 niet voorkomen dat de Duitse recordkampioen die reeks voortzette, maar ze plaatsten zich in die jaren wel steeds voor de Champions League. Bovendien won hij met Leipzig in beide seizoenen de DFB-Pokal, de eerste twee prijzen op het hoogste niveau in de clubhistorie. In de finales werden achtereenvolgens SC Freiburg (na strafschoppen) en Eintracht Frankfurt (2-0) verslagen. In totaal speelde Gvardiol 87 wedstrijden in twee seizoenen voor RB Leipzig, waarin hij tot vijf goals en drie assists kwam.

### Manchester City
Gvardiol tekende in augustus 2023 voor vijf jaar bij Manchester City, de kampioen van Engeland in het voorgaande seizoen en houder van de Champions League. De Engelse club betaalde circa 90 miljoen euro voor hem. Daarmee werd hij de duurste verdediger ooit.
Op 11 augustus maakte hij tegen Burnley als invaller voor Rico Lewis zijn debuut voor City. Zijn eerste basisplaats kwam in de op strafschoppen gewonnen Super Cup tegen Sevilla. Drie dagen later maakte hij zijn debuut in de Premier League tegen Newcastle United. Op 6 september werd aangekondigd dat Gvardiol een van de kanshebbers voor de Ballon d'Or was. Hij scoorde op 9 april in de kwartfinale van de Champions League tegen Real Madrid zijn eerste doelpunt voor City. Vier dagen later was hij goed voor een goal en een assist in een 5-1 overwinning op Luton Town. Op 11 mei was hij met twee goals tegen Fulham belangrijk in strijd om de titel met Arsenal: door een 4-0 overwinning steeg City naar de kop van de ranglijst. Acht dagen later speelde hij in de kampioenswedstrijd tegen West Ham United de hele wedstrijd, waarna hij en zijn ploeggenoot Mateo Kovačić de tweede en derde Kroaat werd met een PL-titel na Dejan Lovren in 2020. 

## Clubstatistieken
| Seizoen | Club            | Competitie     | Competitie | Competitie | Beker | Beker | Internationaal | Internationaal | Totaal | Totaal |
| Seizoen | Club            | Competitie     | Wed.       | Dlp.       | Wed.  | Dlp.  | Wed.           | Dlp.           | Wed.   | Dlp.   |
| ------- | --------------- | -------------- | ---------- | ---------- | ----- | ----- | -------------- | -------------- | ------ | ------ |
| 2019/20 | Dinamo Zagreb   | 1. HNL         | 11         | 1          | 1     | 0     | 0              | 0              | 12     | 1      |
| 2020/21 | Dinamo Zagreb   | 1. HNL         | 25         | 2          | 2     | 0     | 13             | 1              | 40     | 3      |
| 2021/22 | RB Leipzig      | Bundesliga     | 29         | 2          | 5     | 0     | 12             | 0              | 46     | 2      |
| 2022/23 | RB Leipzig      | Bundesliga     | 30         | 1          | 5     | 0     | 6              | 2              | 41     | 3      |
| 2023/24 | Manchester City | Premier League | 28         | 4          | 5     | 0     | 9              | 1              | 42     | 5      |
| Totaal  | Totaal          | Totaal         | 123        | 10         | 18    | 0     | 40             | 4              | 181    | 14     |

Bijgewerkt t/m 26 juni 2024.

## Interlandcarrière
Gvardiol maakte op 6 juni 2021 zijn debuut in het Kroatische nationale elftal. Hij viel na de rust in voor Borna Barisic tijdens een met 1–0 verloren oefeninterland tegen België (1-0), gespeeld in aanloop naar het EK 2020. Bondscoach Zlatko Dalic nam hem daarna op negentienjarige leeftijd ook mee naar het hoofdtoernooi. Gvardiol kwam op het EK tot vier wedstrijden, tot aan de uitschakeling in de achtste finale tegen Spanje (5–3 na verlenging). Hij was het jaar erna basisspeler van Kroatië op het WK 2022. Zijn ploeggenoten en hij werden daarop derde. Gvardiol speelde alle zeven wedstrijden van de Kroaten van begin tot eind. Hij kopte zijn ploeg op 1–0 in de met 2–1 gewonnen wedstrijd om de derde plaats, tegen Marokko. Hij werd op 20 mei 2024 door Zlatko Dalić opgenomen in de Kroatische selectie voor het EK 2024 in Duitsland. Kroatië werd in de groepsfase uitgeschakeld na een nederlaag tegen Spanje (3–0) en gelijke spelen tegen Albanië (2–2) en Italië (1–1). Gvardiol kwam in iedere wedstrijd in actie.

## Erelijst
| Competitie                  |               |                  |               |               |
| Competitie                  | Aantal        | Jaren            |               |               |
| Dinamo Zagreb               | Dinamo Zagreb | Dinamo Zagreb    | Dinamo Zagreb | Dinamo Zagreb |
| --------------------------- | ------------- | ---------------- | ------------- | ------------- |
| 1. HNL                      | 2x            | 2019/20, 2020/21 |               |               |
| Hrvatski nogometni kup      | 1x            | 2020/21          |               |               |
| Hrvatski nogometni superkup | 1x            | 2019             |               |               |
| RB Leipzig                  |               |                  |               |               |
| DFB-Pokal                   | 2x            | 2021/22, 2022/23 |               |               |
| Manchester City             |               |                  |               |               |
| UEFA Super Cup              | 1x            | 2023             |               |               |
| FIFA Club World Cup         | 1x            | 2023             |               |               |
| Premier League              | 1x            | 2023/24          |               |               |